# 罗汉堂寺
罗汉堂寺，位于中国青海省贵德县罗汉堂乡罗汉堂村，为第五批青海省文物保护单位，公布日期为1988年9月15日，类型为古建筑。
罗汉堂寺的历史年代为清。